# 波尔 (卢戈省)
波尔，是西班牙加利西亚自治区卢戈省的一个市镇。 总面积126平方公里，总人口2058人（2001年），人口密度16人/平方公里。